# Ludwig von Wittich
Pour les articles homonymes, voir Wittich.
Ludwig von Wittich (né le 15 octobre 1818 à Münster et décédé le 2 octobre 1884) est un général prussien qui combattit durant la guerre franco-prussienne de 1870.

## Biographie
Il est le fils du futur général de division prussien Karl August von Wittich (de) (1772-1831) et de son épouse Christiane Johanna Friederike Elisabeth, née von Redern (1780-1842). 
Wittich reçoit son éducation dans le corps des cadets et rejoint l'armée prussienne en 1835 en tant que sous-lieutenant. En 1844, il devient adjudant à la 2e division d'infanterie et en 1852 au commandement général du 5e corps d'armée. Promu major en 1857, il sert à l'État-major de la 9e division d'infanterie et est transféré au 5e corps d'armée en 1861. En octobre 1861, il est promu lieutenant- colonel.
En 1863, Wittich devient chef de l'état-major général du 2e corps d'armée et en 1864 du 4e corps d'armée. En tant que colonel, il prend part à la guerre austro-prussienne en 1866 avec de grands honneurs et reçoit pour cela l'ordre Pour le Mérite. Le 22 mars 1868, il devient général de division et commandant de la 49e brigade d'infanterie, qu'il commande lors de la guerre franco-allemande de 1870 lors des batailles de Mars-la-Tour, Saint-Privat et Noisseville. Le 22 septembre, il est nommé lieutenant général, commandement du 22e division d'infanterie, à la tête de laquelle il participe aux laborieuses et longues opérations sur la Loire et contre Le Mans d'octobre 1870 à janvier 1871. Au cours de ces batailles, il combat sous les ordres du général von der Tann le 10 octobre en action à Artenay, le 11 à Orléans et le 18 à l'assaut de Châteaudun. Le 21 octobre, il occupe Chartres puis se bat sous les ordres du grand-duc de Mecklembourg-Schwerin le 2 décembre à Loigny et Poupry, les 3 et 4 encore à Orléans, du 8 au 10 à Beaugency et contribue de manière significative aux victoires de la bataille du Mans (10 au 12 janvier) et à Alençon (15 janvier).
Le 18 mars 1872, il est nommé commandant de la 31e division d'infanterie à Strasbourg, il démissionne en avril 1873. En 1889, le 83e régiment d'infanterie porte son nom.
De 1879 à 1881, Wittich est député du Reichstag pour le Parti conservateur allemand et la circonscription de Landsberg.
Il se marie le 16 juin 1863 Johanna Albertine Luise Anna Hiller von Gaertringen. Elle est la veuve d'Anton von Bredelow (1818-1861) et la fille du chamberlain Rudolf Hiller von Gaertringen et de Sophie von Motz (de). Le député Hans Joachim von Brederlow est son beau-fils.

## Travaux
- Aus meinem Tagebuch 1870-1871. Cassel 1872.